# Огюст Донні
Огюст Донні (фр. Auguste Donny, 1 січня 1851 — 22 вересня 1916) — французький яхтсмен.
Бронзовий призер Олімпійських Ігор 1900 року в другому запливі в класі 2—3 тонни.